# Matière amorphe
Pour les articles homonymes, voir Amorphe.
Un matériau amorphe est une substance dans laquelle les atomes ne respectent aucun ordre à moyenne et grande distance (comparée au diamètre moléculaire), ce qui la distingue des composés cristallisés. La condition sur la distance est importante car la structure des matériaux amorphes présente très souvent un ordre à courte distance (quelques diamètres moléculaires). Les verres, les élastomères et les liquides sont des substances amorphes. En géosciences, le terme générique de minéraloïde est utilisé pour désigner la classe de ces matériaux non-cristallins.
Certains matériaux peuvent exister sous différentes formes amorphes, c'est le polyamorphisme.

Représentation schématique plane de la silice vitreuse.

- Les verres représentent la majorité des solides amorphes. Ils sont le plus souvent obtenus par refroidissement d'un liquide n'ayant pas pu cristalliser. En général, la viscosité d'un liquide diminue quand la température augmente, et cette relation est d'autant plus forte que l'indice de viscosité est bas. Dans certaines conditions, on peut abaisser la température d'un liquide sans que la cristallisation ne puisse s'amorcer ; le milieu devient si visqueux que les constituants (atomes, molécules, ions) du liquide n'ont plus assez de mobilité pour atteindre la position d'énergie minimale qu'ils auraient dans le solide cristallisé ; ils se retrouvent bloqués dans un état désordonné ; le liquide est devenu immobile et rigide ; on est en présence d'un solide amorphe qui peut être considéré comme un liquide figé, d'énorme viscosité[b] ; cette forme particulière de la matière est appelée état vitreux ; le solide est un verre. On fabrique aujourd'hui des verres minéraux (ou inorganiques), des verres organiques (comme le PMMA) et des verres métalliques[2].
- Un polymère organique à l'état vitreux est un solide constitué de chaînes macromoléculaires repliées, enchevêtrées, en désordre. Cette structure amorphe est souvent comparée à un « plat de spaghettis » (voir l'article : Pelote aléatoire). Certains solides amorphes, comme le gel de silice, n'ont pas une structure de liquide figé ; ils ne sont pas à l'état vitreux[3]. Représentation schématique plane de la silice cristallisée.

Représentation schématique plane de la silice cristallisée.

- Les élastomères (contraction d'élastique et de polymère) sont des matériaux amorphes aux propriétés bien particulières. Ils sont obtenus à partir de polymères linéaires liquides (très visqueux) à température ambiante. Pour empêcher leur écoulement, on crée entre les chaînes polymériques un certain nombre de liaisons pontales (avec un taux de pontage relativement bas), ce qui les transforme en matériaux caractérisés par leur aptitude à subir de grandes déformations réversibles (grande élasticité)[4].

Quelques propriétés physiques des composés amorphes :
- à l'état vitreux, ils possèdent une très grande viscosité : comme les liquides, ils peuvent couler, mais le temps nécessaire pour l'observation d'un effet notable pour le verre est de l'ordre de grandeur de plusieurs milliards d'années à température ambiante (0.1 seconde à 600 °C, 5 jours à 500 °C, 32 ans à 400 °C). Contrairement à la légende[réf. souhaitée], on ne peut donc pas expliquer par un quelconque écoulement le fait que dans certaines vieilles églises les vitraux soient plus épais à la base et plus fins vers le haut. Sinon, les scellements métalliques (à base de plomb) encadrant les vitraux auraient déjà disparu avant que l'on observe un écoulement du verre ;
- ils possèdent un ordre local qui peut être mis en évidence par des expériences de diffraction sur poudres : alors qu'un cristal donne lieu à des pics de diffraction localisés spatialement, un composé amorphe produit de larges bosses[5]. La première bosse correspond aux corrélations entre un atome donné et ses plus proches voisins, la deuxième correspond aux corrélations entre cet atome et ses seconds plus proches voisins etc. La largeur des bosses augmente avec l'ordre des voisins, ce qui signifie que les corrélations deviennent de plus en plus faibles : l'ordre local pour un atome donné ne dépasse pas les 5e ou 6e voisins.

## Photovoltaïque
Certains panneaux photovoltaïques utilisent la technologie de silicium amorphe hydrogéné. Le rendement de ces panneaux est moins bon que celui des technologies polycristalline ou monocristalline. Cependant, le silicium amorphe permet de produire des panneaux de grandes surfaces à bas coût en utilisant peu de matière première.